# Hong Kong Senior Challenge Shield 2024/25
Der Hong Kong Senior Challenge Shield 2024/25 war die 121. Austragung eines K.-o.-Fußballwettbewerbs in Hongkong. Teilnehmer waren die neun Mannschaften der ersten Liga, der Hong Kong Premier League. Das Turnier begann am 8. September 2024 und endete am 30. Januar 2025. Titelverteidiger war der Kitchee SC.

## Termine
| Runde         | Datum                                               |
| ------------- | --------------------------------------------------- |
| 1. Runde      | 8. September 2024                                   |
| Viertelfinale | 26. Oktober 2024 27. Oktober 2024 23. November 2024 |
| Halbfinale    | 30. November 2024 1. Dezember 2024                  |
| Finale        | 30. Januar 2025                                     |

## 1. Runde
| Datum             |                      | Ergebnis |                          |
| ----------------- | -------------------- | -------- | ------------------------ |
| 8. September 2024 | Southern District FC | 3:0      | Kowloon City District SA |

## Viertelfinale
| Datum             |                      | Ergebnis |                      |
| ----------------- | -------------------- | -------- | -------------------- |
| 26. Oktober 2024  | Hong Kong Rangers FC | 1:0      | Hongkong FC          |
| 26. Oktober 2024  | Kitchee SC           | 3:1      | Tai Po FC            |
| 27. Oktober 2024  | Lee Man FC           | 5:1      | North District FC    |
| 23. November 2024 | Eastern AA           | 1:0      | Southern District FC |

## Halbfinale
| Datum             |                      | Ergebnis |            |
| ----------------- | -------------------- | -------- | ---------- |
| 30. November 2024 | Lee Man FC           | 2:1      | Kitchee SC |
| 1. Dezember 2024  | Hong Kong Rangers FC | 1:3      | Eastern AA |

## Finale
| Datum           |            | Ergebnis |            |
| --------------- | ---------- | -------- | ---------- |
| 30. Januar 2024 | Eastern AA | 1:0      | Lee Man FC |